# جون أنتوني ألان
جون أنتوني ألان (بالإنجليزية: John Anthony Allan) هو جغرافي بريطاني، ولد في 2 يناير 1937.